# Historic Performances Recorded at Monterey International Pop Festival
Historic Performances Recorded at Monterey International Pop Festival jest albumem koncertowym wydanym 26 sierpnia 1970 roku. Zawiera on fragmenty występów Jimiego Hendrixa i Otisa Reddinga. Ukazał się ponad trzy lata od festiwalu w Monterey (czerwiec 1967).

## Lista utworów
| Strona A — The Jimi Hendrix Experience | Strona A — The Jimi Hendrix Experience | Strona A — The Jimi Hendrix Experience |
| Nr                                     | Tytuł utworu                           | Długość                                |
| -------------------------------------- | -------------------------------------- | -------------------------------------- |
| 1.                                     | „Like a Rolling Stone” (Dylan)         | 6:22                                   |
| 2.                                     | „Rock Me Baby” (King, Josea)           | 3:00                                   |
| 3.                                     | „Can You See Me” (Hendrix)             | 2:30                                   |
| 4.                                     | „Wild Thing” (Taylor)                  | 7:30                                   |
|                                        |                                        | 19:22                                  |

| Strona B — Otis Redding | Strona B — Otis Redding                              | Strona B — Otis Redding |
| Nr                      | Tytuł utworu                                         | Długość                 |
| ----------------------- | ---------------------------------------------------- | ----------------------- |
| 1.                      | „Shake” (Cooke)                                      | 2:37                    |
| 2.                      | „Respect” (Redding)                                  | 3:22                    |
| 3.                      | „I've Been Loving You Too Long” (Redding, Butler)    | 3:32                    |
| 4.                      | „(I Can’t Get No) Satisfaction” (Jagger, Richards)   | 3:21                    |
| 5.                      | „Try a Little Tenderness” (Woods, Campbell, Connely) | 4:40                    |
|                         |                                                      | 17:32                   |

## Artyści nagrywający płytę
The Jimi Hendrix Experience:
- Jimi Hendrix – gitara, śpiew
- Noel Redding – gitara basowa
- Mitch Mitchell – perkusja

Otis Redding:
- Otis Redding – śpiew
- Booker T. Jones – organy
- Steve Cropper – gitara
- Donald „Duck” Dunn – gitara basowa
- Al Jackson, Jr. – perkusja
- Wayne Jackson – trumpet
- Andrew Love – saksofon tenorowy